# Giovanni Netzer
Giovanni Netzer (* 28. Oktober 1967 in Savognin) ist ein Schweizer Theaterintendant. Er ist Gründer und Leiter des Bündner Theaters Origen Festival Cultural.

## Leben und Werk

### Ausbildung
Netzer wuchs in Savognin als Sohn von Rudi und Lucia Netzer auf und besuchte die dortige Grundschule. An der Bündner Kantonsschule in Chur absolvierte er das altsprachliche Gymnasium und immatrikulierte sich 1987 an der Theologischen Hochschule Chur. Nach dem Grundstudium der Philosophie und Theologie setzte er 1989 sein Studium an der Ludwig-Maximilians-Universität München fort und beschloss die theologische Ausbildung mit dem Lizenziat. Gleichzeitig nahm er ein Zweitstudium in Theaterwissenschaft und Kunstgeschichte auf und vertiefte die Auseinandersetzung mit der Liturgiewissenschaft. Im Jahr 2001 promovierte er mit Si en parvis!, einer Arbeit zum rätoromanischen Barockdrama des 18. Jahrhunderts.

### Erste Theater- und Opernprojekte
Seit 1992 hat Netzer verschiedene Theater- und Opernprojekte, oft im Bereich des geistlichen Spiels realisiert: Mit Amateurspielern inszenierte er eigene Bearbeitungen, beispielsweise das die Tradition der Klosterspiele aufgreifende rätoromanische Kirchenspiel Placi nach der Legende über die Gründer des Klosters Disentis (aufgeführt im 1992 in Savognin und Disentis) sowie Shakespeares Der Sturm als dreisprachige Aufführung auf Deutsch, Rätoromanisch und Italienisch unter dem Titel Igl orcan u La muntogna striunada ‹Der Orkan oder Der verzauberte Berg› (aufgeführt 1995 in Savognin, Scuol, Disentis und im Stadttheater Chur). Er verfasste ausserdem Libretti zu Opern und Musikwerken von Gion Antoni Derungs, die er auch inszenierte: Die neue Kirchenoper König Balthasar (Uraufführung: 13. Oktober 1998 in der Kathedrale in Chur, anschliessend auch in der Jesuitenkirche Luzern und in der Ludwigskirche in München gezeigt), Die Geburt der Athene. Szene in drei Gesängen für Mezzosopran und Klavier (Uraufführung: 24. März 2000, Semper Aula der Eidgenössischen Technischen Hochschule Zürich), Passio nova (Passionsspiel, Uraufführung: 28. September 2001 in der Martinskirche in Savognin) und Pievel da notg. Tschintg canzungs misteriousas per chor viril e pianoforte. ‹Nachtvolk. Fünf geheimnisvolle Lieder für Männerchor und Klavier› (2002). Für die Musiktheaterproduktion Federico schrieb Netzer das Libretto auf Deutsch und Rätoromanisch und übernahm die Regie (Uraufführung: 2. August 2002 als Freilichtspiel in Brienz/Brinzauls im Rahmen des UNO-Jahrs der Berge). Neben dramatischen Texten verfasste Netzer auch Erzählungen, von denen einige 1999 unter dem Titel La mort da Giulietta erschienen sind.

### Funktionen
Netzer ist seit 1993 Vorstandsmitglied der Schweizerischen Gesellschaft für Theaterkultur, er war 1994–1995 als Vertreter der Lia Rumantscha Vizepräsident des Centre Suisse ITI und ist seit 2001 Präsident der Uniun da scripturas e scripturs rumantschs ‹Rätoromanischer Schriftstellerinnen- und Schriftstellerverband›. Daneben ist Netzer als freier Mitarbeiter bei der Cuminanza Rumantscha Radio e Televisiun tätig. Im Jahr 2001 übernahm Netzer im Auftrag der Fundaziun Planta die Leitung der Chesa Planta in Samedan und entwarf ein Konzept für den Ausbau des Patrizierhauses zu einem regionalen Kulturzentrum, das trotz erfolgreicher Anschubfinanzierung nicht realisiert wurde.

### «Origen Festival Cultural»
Im Jahr 2003 begann Netzer in Zusammenarbeit mit Helen Cabalzar den Ausbau der Burg Riom zum Theaterhaus zu planen und zu finanzieren. Zwei Jahre später begründete er das Origen Festival Cultural, das in Mittelbünden beheimatet ist und sich vor allem neuem Musiktheater widmet. Im Jahr 2006 eröffnete der damalige Bundespräsident Moritz Leuenberger das erste professionelle rätoromanische Theater der Geschichte auf der Burg Riom. Netzer amtet seitdem als Intendant und Hausregisseur des Burgtheaters. Um das Origen-Theater herum sind kleine, professionelle Theaterwerkstätten entstanden, die Kostüme, Bühnenbilder und Masken herstellen – weitab jeder städtischen Agglomeration. 2007 gründete Netzer die Stiftung Fundaziun Origen und erhielt von der Bevölkerung des Kreises Surses in demokratischer Volksabstimmung das Baurecht auf der Burg Riom. Zurzeit befasst sich Netzer im Auftrag der Fundaziun Origen mit dem weiteren Ausbau des Burgtheaters, um es in Zukunft ganzjährig bespielen zu können. Das Origen Festival Cultural ist beständig gewachsen. Mit 6'700 Zuschauern und hundert Veranstaltungen in Graubünden, Basel, Zürich und Luzern ist es mittlerweile das grösste Klassikfestival Graubündens. Für die meisten Inszenierungen schuf Netzers Mutter Lucia Netzer-Peduzzi die Kostüme.

## Auszeichnungen
- 1993: Förderungspreis der Regierung des Kantons Graubünden.[7][8]
- 1994: 1. Preis Term Bel der Romanischen Literaturtage Dis da litteratura rumantscha.[7][9]
- 1995: Literarischer Werkauftrag der Kulturstiftung Pro Helvetia.[7][10]
- 1998: Kunstpreis Pro Arte Christiana des Bischofs von Chur.[7][10]
- 1999: 1. Preis Term Bel der Romanischen Literaturtage Dis da litteratura rumantscha.[7][9]
- 2000: Kulturpreis der Cuminanza Radio e Televisun rumantscha CRR.[7][10]
- 2004: Literarischer Werkauftrag der Kulturstiftung Pro Helvetia.[7]
- 2007: Hans-Reinhart-Ring, die  höchste Auszeichnung im Theaterleben der Schweiz.[1][11][10]
- 2008: Hauptpreises des Eliette-von-Karajan-Kulturfonds.[12]
- 2012: Preis der Stiftung für Abendländische Ethik und Kultur.[13]
- 2012: Bündner Kulturpreis, die höchste Auszeichnung des Kantons im kulturellen Bereich.[1][8]

## Belletristik
- Giovanni Netzer: La mort da Giulietta. 12 Erz. Artori, Savognin 1999.
- Giovanni Netzer: Martin Steiler. Tgaminada Editoura, Savognin 1996.
- Giovanni Netzer: La princessa loscha, Bilderbuch nach einem alten rätorom. Dreisprachige Ausgabe romanisch, deutsch, italienisch. Tgaminada Editoura, Savognin 1995.